# 三浦綺音
三浦 綺音（みうら あやね、1973年5月8日 - ）は、日本の女優、元グラビアアイドル、元ヌードモデル、元歌手である。
静岡県出身で、所属する芸能事務所はケイダッシュを経て現在はエムティ企画である。

## 来歴
1992年、コンサート会場でのスカウトをきっかけに、グラビアアイドル、女優として芸能界デビュー。フェミニズム（女性解放・女性主導）的姿勢から、アイドルとしての清純さを保持したままヌードになることを厭わず、幼い顔立ちに似合わぬ巨乳と豊かなヒップラインで人気を得、ヌード+アイドルで脱ぐアイドルを意味する造語「ヌードル」の第1号として有名になる。
女優デビュー作は『魚のように』（NHK）で、以後、1995年のテレビドラマ版『リング〜事故か!変死か!4つの命を奪う少女の怨念〜』（フジテレビ）や、オリジナルビデオ『新・百合族』シリーズなどに出演する。1994年にシングル「家族の肖像」で歌手デビューしてプロモーションビデオでも見事な肢体を披露した。
1997年から1998年にかけて、カトリーヌ・カトリーヌ名義で歌手活動に専念するが、後に女優へ復帰して単発ドラマや映画、舞台に出演する。
勝新太郎とは『裸舞』など写真集5冊の撮影のほか舞台で共演し、厚い尊崇の念を抱いている。

## 主な出演作品

### テレビドラマ
- お願いダーリン!（1993年、フジテレビ系）
- 列島ドラマシリーズ 魚のように（1993年3月、NHK）
- 双頭の悪魔（1994年11月、WOWOW）
- リング〜事故か!変死か!4つの命を奪う少女の怨念〜（1995年8月、フジテレビ系・金曜エンタテイメント）- 山村貞子 役
- 無影燈（1996年4月、テレビ東京系）- 花城純子 役
- せつない（1998年4月-9月、テレビ朝日系）
- 警視庁女性捜査班3（2001年10月、テレビ朝日系・土曜ワイド劇場）
- ドゥニチラヴ「週末ポイ捨てご用心!」（2003年、テレビ埼玉、テレビ東京ほか）
- ワンハート〜この空の下で〜（2003年1月-3月、CBC=TBS系・ドラマ30）- 小川優華 役

### オリジナルビデオ
- ネオ極道伝 KIZA（1993年）
- 新・百合族シリーズ
  - 新・百合族 先生、キスしたことありますか?（1994年） - 主演・山本さとみ 役
  - 新・百合族2 もう森へなんか行かない（1994年） - 主演
  - 新・百合族3 ビリティスはいくつの失恋を歌う（1995年） - 主演
- 凶銃ルガーP08（1994年） - 土井柚未 役
- ツッパリ・ハイ・スクール 武闘派高校伝（1994年）
- NINE-ONE くノ一妖獣伝説（1995年）
- 教科書にないッ!（1995年） - 主演・白樺綾 役
- 痴漢日記3 尻を撫でまわしつづけた男 （1996年） - 佳代 役
- 監禁逃亡 恥辱の令嬢（1996年）- 主演
- 大江戸レイプマン 女淫処刑人（1996年）

### 映画
- 伝説のやくざ 最後の博徒・修羅の章 （2003年、辻裕之監督、東映）
- 三年身籠る（2005年、唯野未歩子監督）
- The焼肉ムービー プルコギ（2006年、グ・スーヨン監督）

### 舞台
- 不知火検校（1994年5月10日 - 6月12日、銀座セゾン劇場） - 岩瀬浪江 役
- 夫婦善哉 東男京女（1996年5月1日 - 5月26日、新歌舞伎座） - 三條康子 役
- THE RATS（築地本願寺ブディストホール）
- 夜の辛夷（1998年10月9日 - 10月25日、三越劇場） - しげる 役
- 夢番地一丁目（2000年10月5日 - 10月22日、三越劇場） - 百恵 役

## 写真集
- WILL（1993年5月、音楽専科社、撮影：清水清太郎） ISBN 978-4900343504
- NU〜ヌー〜（1993年9月、英知出版、撮影：西田幸樹）
- 裸舞 Love（1994年4月、ワニブックス、撮影：勝新太郎）これ以降の写真集はヘアヌード
- RÊVE（1994年12月、英知出版、撮影：小沢忠恭） ISBN 978-4754213855
- 時の間（1996年7月、ぶんか社、撮影：小沢忠恭）

## イメージビデオ
- メルヘン（1993年9月、英知出版）
- スコラビデオ 三浦綺音（スコラ）
- アイドル黄金伝説 三浦綺音（2001年10月、ブロードウェイ）

## CD
シングル
- 家族の肖像（1994年8月24日、シックスティ）
- 太陽と月と私（1998年4月、ポリドール） - カトリーヌ・カトリーヌ名義
- 笑わせるじゃないか（1998年9月、ポリドール） - カトリーヌ・カトリーヌ名義

アルバム
- 微熱（1994年9月21日、シックスティ、当初は『海』というタイトルだった）
- enfants terrible（1998年10月、ポリドール） - カトリーヌ・カトリーヌ名義

未発売曲
- 背信（1994年、シックスティ。サンプラーCD [SXSC-1003] のみ収録）